# Клондайк (Меріленд)
Клондайк (англ. Klondike) — переписна місцевість (CDP) в США, в окрузі Аллегені штату Меріленд. Населення — 103 особи (2020).

## Географія
Клондайк розташований за координатами 39°36′36″ пн. ш. 78°57′48″ зх. д. / 39.61000° пн. ш. 78.96333° зх. д. (39.610081, -78.963288).  За даними Бюро перепису населення США в 2010 році переписна місцевість мала площу 0,99 км², уся площа — суходіл.

## Демографія
Згідно з переписом 2010 року, у переписній місцевості мешкало 118 осіб у 45 домогосподарствах у складі 37 родин. Густота населення становила 119 осіб/км².  Було 48 помешкань (49/км²).
Расовий склад населення:
| - 98,3 % — білих - 1,7 % — азіатів |

До двох чи більше рас належало 0,0 %. Частка іспаномовних становила 0,0 % від усіх жителів.
За віковим діапазоном населення розподілялося таким чином: 21,2 % — особи молодші 18 років, 65,2 % — особи у віці 18—64 років, 13,6 % — особи у віці 65 років та старші. Медіана віку мешканця становила 43,3 року. На 100 осіб жіночої статі у переписній місцевості припадало 107,0 чоловіків;  на 100 жінок у віці від 18 років та старших — 102,2 чоловіків також старших 18 років.
За межею бідності перебувало 7,6 % осіб, у тому числі 0,0 % дітей у віці до 18 років та 0,0 % осіб у віці 65 років та старших.
Цивільне працевлаштоване населення становило 34 особи. Основні галузі зайнятості: освіта, охорона здоров'я та соціальна допомога — 64,7 %, роздрібна торгівля — 35,3 %.